# Kuki Linux
Kuki Linux (pronunciato "cookie") era una distribuzione basata su Ubuntu leggera attiva nel 2008 e nel 2009. È stata creata per essere un sostituto della distribuzione Linpus Linux basata su Fedora in bundle con Acer Aspire One con l'obiettivo di essere leggero, veloce e ottimizzato per i netbook. Come Ubuntu, Kuki Linux era un software libero.
Kuki Linux è stato sviluppato come sostituto del sistema operativo Linpus installato sulla variante Linux dell'Acer Aspire One. Gli obiettivi di Kuki includevano la retrocompatibilità con Ubuntu, per sfruttare in modo ottimale l'hardware del netbook e per fornire un'interfaccia utente intuitiva.
L'obiettivo principale di Kuki Linux era quello di offrire la piena compatibilità hardware con Acer Aspire One senza ulteriori configurazioni o modifiche. Ha usato l'ambiente desktop Xfce.
Il Kuki Linux Kernel conteneva moduli driver scelti per farlo funzionare meglio con l'hardware dell'Acer Aspire One.